# (5100) Pasachoff
(5100) Pasachoff est un astéroïde de la ceinture principale.

## Description
(5100) Pasachoff est un astéroïde de la ceinture principale. Il fut découvert le 15 avril 1985 à la station Anderson Mesa par Edward L. G. Bowell. Il présente une orbite caractérisée par un demi-grand axe de 2,47 UA, une excentricité de 0,13 et une inclinaison de 7,7° par rapport à l'écliptique.

## Compléments